# 鈴木六林男
鈴木 六林男（すずき むりお、1919年9月28日 - 2004年12月12日）は、俳人。本名・次郎。
山口高等商業学校（現・山口大学）中退。初学時代は「串柿」に投句し、永田耕衣、加藤滋の選を受ける。学生時代に同人誌「螺線」を創刊、「蠍座」「京大俳句」「自鳴鐘」に関わり西東三鬼に師事、新興俳句運動に参加した。
1940年応召、中国大陸、フィリピン諸島を転々とし、1942年、バターン・コレヒドール戦での負傷により帰還、退院後に除隊。戦後に商業学校にもどり中退。「青天」「雷光」「夜盗派」「梟」「風」「頂点」などに関わり、社会性俳句の中心作家として注目を受ける。1971年、「花曜」を創刊・主宰。季を無季の地続きにあるものとして捉え、戦後も戦争句・無季句を詠み続けた。代表句に「遺品あり岩波文庫「阿部一族」」（1949年作）など。
1957年第6回現代俳句協会賞、1995年第29回蛇笏賞（句集『雨の時代』により）、2002年第2回現代俳句大賞受賞。また2001年に勲四等瑞宝章を受ける。1984年から1990年まで大阪芸術大学教授。2004年12月12日、肝不全のため大阪府泉大津市で死去。85歳没。戒名は禅林院鶴翁杜若居士。2005年3月、「花曜」は解散。「花曜」の同人・会員は、「六曜」「やまぐに」「光芒」「香天」「花象」「洛曜」などの雑誌を創刊し、活動を継続している。

## 著作
- 第一句集『荒天』 雷光同人会、1949年
  - 『定本荒天』 ウエップ〈ウエップ俳句新書〉、2004年
- 第二句集『谷間の旗』 風発行所、1955年
- 第三句集『第三突堤』 風発行所、1957年
- 第四句集『櫻島』 アド・ライフ社、1975年
- 第五句集『国境』 湯川書房、1977年
- 『鈴木六林男全句集』（未刊第六句集『王国』含む） 牧神社、1978年
- 新訂・俳句シリーズ・人と作品13『西東三鬼』 桜楓社、1979年
- 第七句集『後座』 現代俳句協会、1981年
- 評論集『定住游学』 永田書房、1982年
- 第八句集『悪霊』 角川書店、1985年
- 第九句集『雨の時代』 東京四季出版、1994年
- 『脚註名句シリーズ・西東三鬼集』 俳人協会、1994年
- 第十句集『一九九九年九月』 東京四季出版、1999年
- 『鈴木六林男句集』 芸林書房〈芸林21世紀文庫〉、2002年
- 『鈴木六林男全句集』 草子舎、2008年